# Baie de Bristol
Pour les articles homonymes, voir Bristol.
La baie de Bristol, en anglais Bristol Bay, en yupik de l'Alaska central lilgayaq, est une large baie de la côte occidentale de l'Alaska ouverte à l'ouest sur la mer de Béring. Elle est fermée au sud et à l'est par la péninsule d'Alaska et au nord par le reste de l'Alaska. La baie fait 400 kilomètres de long pour 290 kilomètres de large et constitue l'extension la plus orientale de la mer de Béring. Elle est peu profonde sur une grande partie de sa superficie, rendant la navigation des grands navires délicate. 
On y a découvert récemment ce qui pourrait être le plus important gisement d'or du monde et l'un des plus grands de cuivre. Cette découverte a fait naître chez deux sociétés, la Northern Dynasty et Anglo American qui se sont associées pour la réalisation du projet, l'ambition d'un immense complexe minier, avec un puits à ciel ouvert et des galeries souterraines.
On y pêche le crabe royal du Kamtchatka et le saumon rouge.

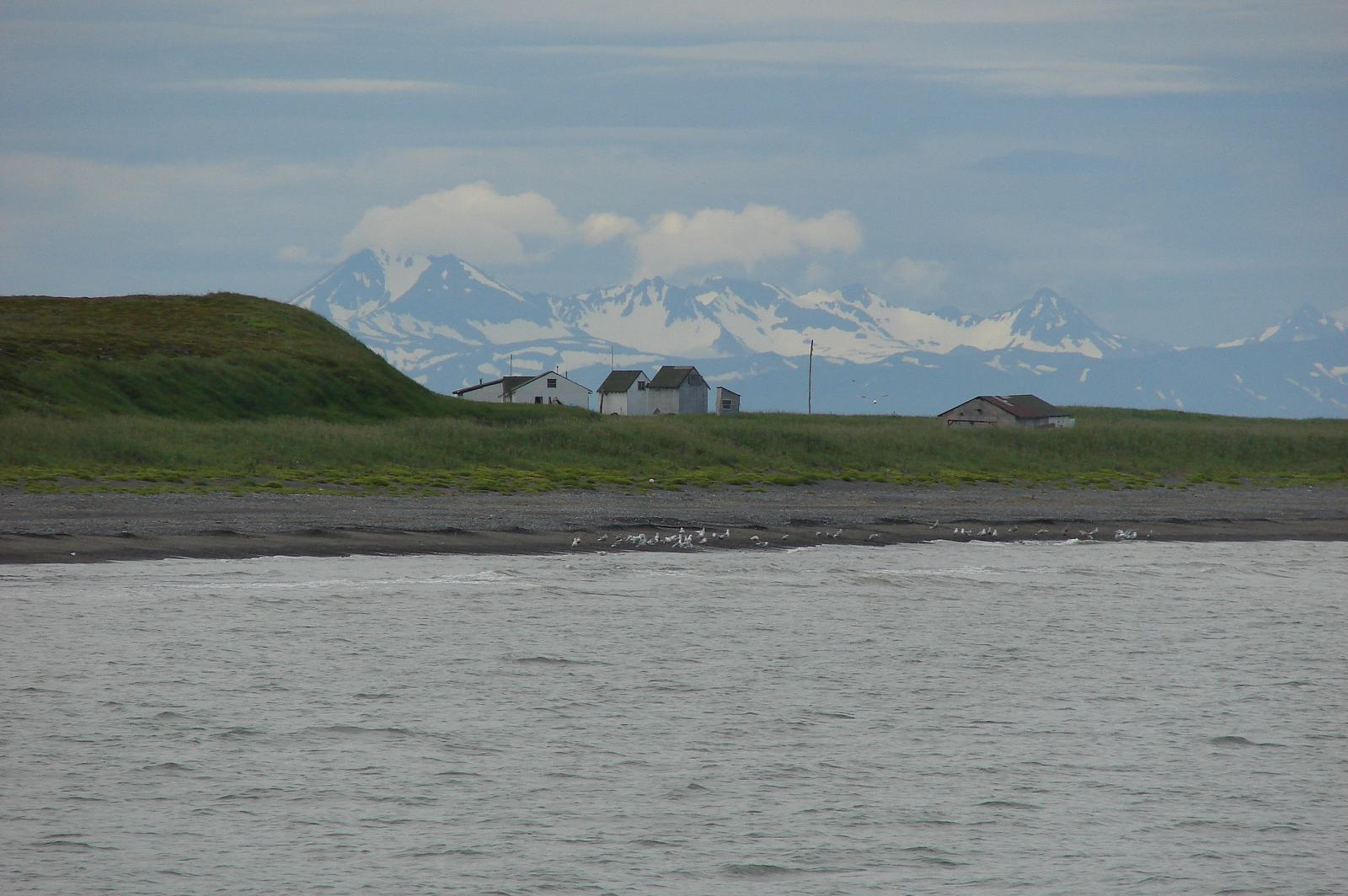
Paysage de la baie de Bristol à proximité de la baie d'Ugashik.